# Kuronezumia
Kuronezumia is een geslacht van straalvinnige vissen uit de familie van rattenstaarten (Macrouridae). Het geslacht is voor het eerst wetenschappelijk beschreven in 1974 door Iwanoto.

## Soorten
- Kuronezumia bubonis (Iwamoto, 1974)
- Kuronezumia darus (Gilbert & Hubbs, 1916)
- Kuronezumia leonis (Barnard, 1925)
- Kuronezumia macronema (Smith & Radcliffe, 1912)
- Kuronezumia paepkei Shcherbachev, Sazonov & Iwamoto, 1992
- Kuronezumia pallida Sazonov & Iwamoto, 1992